# Шопфхайм
Шопфхайм (нем. Schopfheim) — город в Германии, в земле Баден-Вюртемберг. 
Подчинён административному округу Фрайбург. Входит в состав района Лёррах.  Население составляет 18 940 человек (на 31 декабря 2010 года). Занимает площадь 68,01 км². Официальный код  —  08 3 36 081.
Город подразделяется на 9 городских районов.